# Kambriumi robbanás
A kambriumi robbanás a ma élő állatok őseinek földtörténeti viszonylatban hirtelen megjelenése a fosszíliákban, egy mintegy 10 millió éves intervallumban, amely mintegy 530 millió évvel ezelőtt (mya) kezdődött és 520 mya végződött. Hasonlóan gyors diverzifikációt mutatnak ebben az időszakban a fitoplanktonok, illetve a calcimikrobák, a különböző kolóniaalkotó mésztartalmú mikrofosszíliák csoportjai. A kambrium időszak kezdetét, (542 mya), a kambriumi robbanást közvetlenül megelőző kort nagy geokémiai ingadozások jellemzik, például a szén és a kén különböző izotópjainak előfordulási arányaiban.

## Vitatott pontok
A kambriumi robbanás jelensége máig tartó tudományos viták forrása. Charles Darwin a természetes kiválasztódás elmélete ellen felhozható egyik legsúlyosabb érvnek tekintette a kambriumi robbanás gyors lezajlását, és annak tekintik a mai kreacionisták is. A folyamat gyorsasága és az, hogy a kambriumi fauna azonosítható előzmények nélkül jött létre, sok fejtörést okoz a tudósoknak. Az alapvető megválaszolandó kérdések: vajon csakugyan robbanásszerű folyamatról van-e szó, mit mondhat az állatok eredetéről és evolúciójáról és mi okozhatta.
A kambriumi robbanás tényét sokan vitatják, arra hivatkozva, hogy a jelenség csak azért tűnik egy gyors, makroevolúciós lépésnek, mert ez időben tűnt fel a fosszilizálódásra alkalmas váz. A korábbi, váz nélküli élőlényekről csak halvány nyomfosszíliák tanúskodnak, míg az ez időben élt puhatestűek és ízeltlábúak nagyon jól tanulmányozható maradványokat hagytak ránk. Ráadásul ezek is csak néhány területen találhatók meg, szerencsés fosszilizálódási feltételek mellett, így ezeknek a faunáknak az első ismert leletei nem a kifejlődés dátumát mutatják. (Lásd még: Signor–Lipps-hatás)
A másik jelentős tényező, hogy a prekambrium végéről és a kambrium elejéről gyakorlatilag nem ismert üledékes kőzet, azaz globális üledékhézagról beszélhetünk. Ősmaradványok viszont kizárólag üledékes kőzetekben találhatók. A kambriumi robbanást megkérdőjelezők véleménye szerint a nagy változatosság azokban az időkben alakult ki, amelyekről üledékes kőzetek híján nincsenek információink.
Az 50 törzs megjelenése is vitatott pont. Az adott élőlényközösségben ezek a formák egyáltalán nem különböztek annyira egymástól, hogy külön törzsbe sorolásuk indokolt lenne. Gyakorlatilag minden ismeretlen vagy furcsa testfelépítésű fajt önálló törzsbe soroltak.
A kambriumi robbanás makroevolúciós elméletét Richard Dawkins egyszerűen „buggyantságnak” nevezi. Véleménye szerint a kambriumi evolúció pontosan olyan ütemű és jellegű volt, mint a ma tapasztalható, csak éppen a leletek hiányosságai, töredékességei, értelmezhetetlenségei és a félmilliárd évnyi azóta lezajlott evolúció miatt nehezen értelmezhető.

## A kambriumi robbanás elmélet története
A geológusok közül William Buckland (1784-1856) már a 19. században észlelte, hogy a ma kambriumnak nevezett korszak elején drámai változás állt be a fosszíliákban. A jelenség Darwin számára is fejtörést okozott és A fajok eredete című híres művében egy egész fejezetet szentelt a problémának. Jelentős kutatásokat végzett a témában az észak-amerikai faunában Walcott, aki azzal magyarázta, amit a fosszíliákban látott, hogy a kambrium előtt létezhetett egy általa lipalinak nevezett korszak, amelyből valami okból nem őrződtek meg fosszíliák, de ez lehetett a kambriumi életformák kifejlődésének ideje.
Az erős modern kori érdeklődés a téma iránt főleg Harry Blackmore Whittington és kollégái munkájának köszönhető, akik újra áttanulmányozták a Burgess-pala fosszíliaanyagát.
, illetve Stephen Jay Gould népszerű könyv alakú beszámolójának erről a munkáról (Wonderful Life, azaz Csodálatos élet, 1989).

## Idejének meghatározása
A jelenség tanulmányozásában nehézségeket okozott a különböző kontinenseken lévő kőzetrétegek időbeli megfeleltetésének problematikus volta. Radiometrikusan meghatározott koradatok a korszak jó részére csak a legutóbbi időktől léteznek.

## Adatforrások
Az eseményről nyert adatok forrásai nyom- és testfosszíliák, illetve geokémiai izotópelemzések.

### Nyomfosszíliák

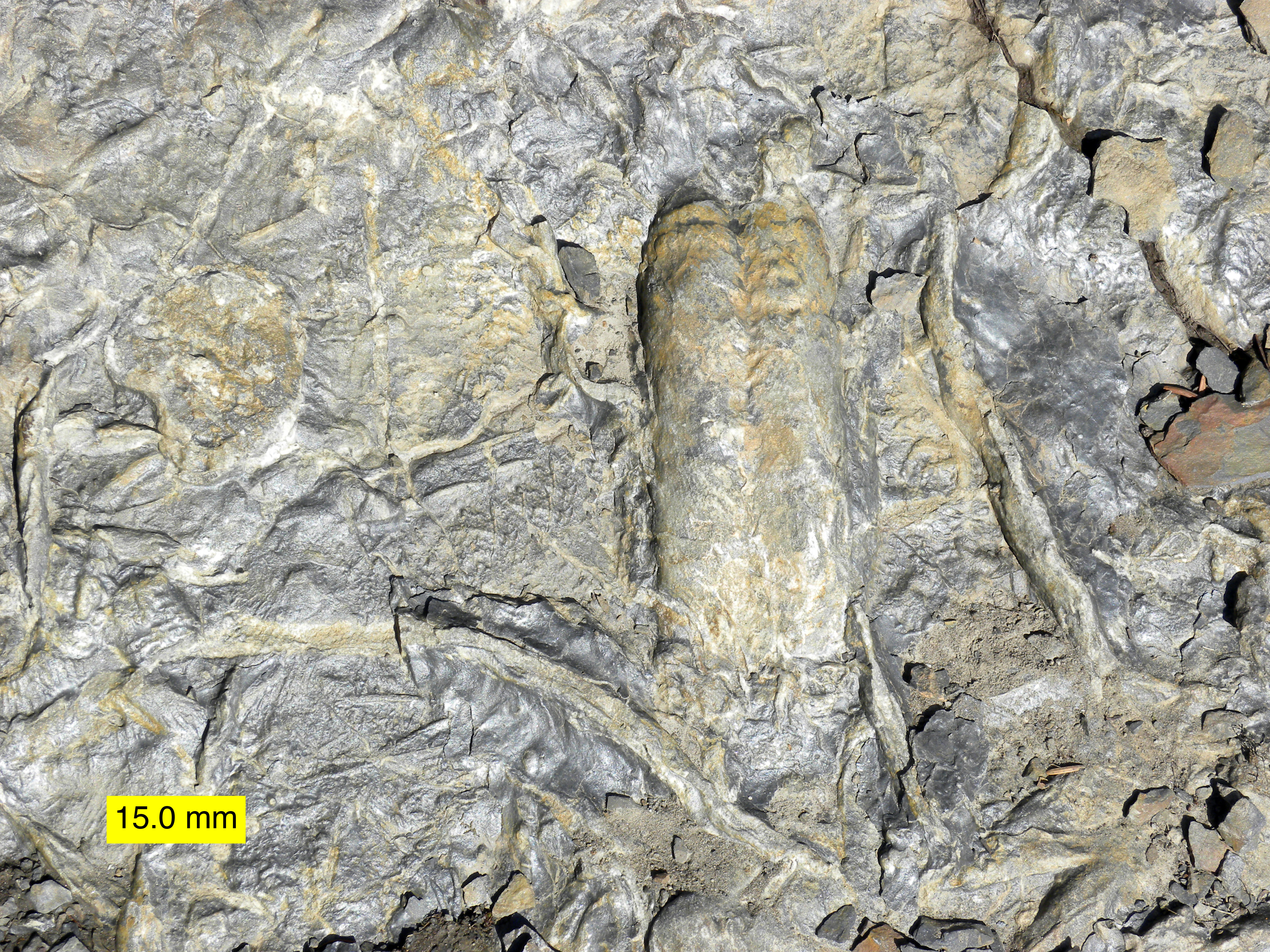
Nyomfosszíliák

A nyomfosszíliák az élőlények által hagyott nyomok, vagy járatok megkövült maradványai. A kambriumi robbanás vizsgálatában fontos szerepet játszanak.
Megbízhatóan azonosítható nyomfosszíliák már a kambrium előtti időből (prekambrium) fennmaradtak, a legkorábbiak mintegy 555 millió évesek. Ezek puha felületeken, vagy alattuk mozgó élőlények nyomai. Nem hatoltak mélyre az anyagba, horizontálisan mozogtak és csak a közvetlenül a felszín alatti rétegekben. A kambriumba való átmenet újfajta nyomokat mutat. Ezek közt vannak a Diplocraterion és a Skolithos jól ismert függőleges járatai, illetve ízeltlábúak (Arthropoda), mint a Cruziana és a Rusophycus nyomai. E nyomok alapján megállapítható, hogy az élőlények „viselkedési repertoárja” gazdagodott, változatosság és komplexitás tekintetében is. A nyomfosszíliák jelentősége azért nagy, mert nem feltétlenül kötődnek olyan élőlényekhez, amelyek könnyen fosszilizálódó kemény részeket tartalmaztak, ugyanakkor vannak rá példák, hogy egy élőlény nyomfosszíliái korábbi időszakból is kimutathatóak, mint amelyből már testfosszíliáik is fennmaradtak. Bár a nyomok hagyóinak azonosítása gyakran igen nehéz, annyi mindenképpen elmondható, hogy ebben az időszakban a nagy testű, fenéklakó, bilaterális szimmetriájú élőlények fajtagazdagsága megnőtt. Bár bizonyos tengelyesen szimmetrikus csalánozó (Cnidaria) élőlények is vannak a járatkészítők között , a fennmaradt nyomfosszíliák jó részét bilaterálisan szimmetrikus élőlényeknek tulajdonítják.